# Zawady-Kolonia
Zawady-Kolonia – kolonia w Polsce położona w województwie podlaskim, w powiecie białostockim, w gminie Zawady.
W latach 1975–1998 miejscowość należała administracyjnie do województwa łomżyńskiego.